# Giuseppina Projetto-Frau
Giuseppina Projetto-Frau (La Maddalena, 30 de maio de 1902 – Montelupo Fiorentino, 6 de julho de 2018) foi uma supercentenária italiana, que aos 116 anos e 37 dias, foi a pessoa mais velha da Itália, a pessoa mais velha da Europa, e a segunda pessoa mais velha do mundo (depois de Chiyo Miyako). Ela tornou-se a pessoa mais velha nascida na Itália em 15 de abril de 2017, após a morte de Emma Morano, a pessoa mais velha da Itália em 13 de julho de 2017, após a morte de Marie-Josephine Gaudette e a pessoa mais velha da Europa em 15 de dezembro de 2017, após a morte de  Ana María Vela Rubio.

## Biografia
Projetto nasceu em 30 de maio de 1902 em La Maddalena, em Sardenha, na Itália. Ela tinha quatro irmãos. Seu pai era Cicillo Projetto. Ela se casou com Giuseppe Frau e o casal teve três filhos. Em 1946, Giuseppina mudou-se para a Florença, onde reside com sua filha, Julia.
Em 30 de maio de 2017, Projetto comemorou seu aniversário de 115 anos, tornando-se a primeira pessoa da Sardenha e a terceira italiana a atingir a idade de 115 anos. Ela foi a última pessoa viva nascida em 1902.